# Белозёрский, Борис Иванович
Бори́с Ива́нович Белозе́рский (1887, Казань — 1977, Днепропетровск) — советский архитектор Симферополя, Крыма и Днепропетровска. Был первым советским архитектором Симферополя. Руководитель института «Гипрогор». Построил и реставрировал немало зданий в Крыму и Днепропетровске.

## Биография
Родился в Казани. Учился в Санкт-Петербургском институте гражданских инженеров.
- В 1923 году — председатель строительного отдела Симферопольского городского совета
- 1925—1928 — Рабочий посёлок — жилая застройка за Севастопольской заставой в районе парка имени Тараса Шевченко,
- 1926 — стал Городским (Главным) архитектором Симферополя,
- 1938 — репрессирован по доносу,
- с 1946 года был главным архитектором архитектурно-планировочной конторы Архпланпроект (теперь Днепргражданпроект) по восстановлению зданий по проспекта Карла Маркса, Привокзальной площади, Парка имени Тараса Шевченко в Днепропетровске под руководством главного архитектора Днепра Флегонта Дерябина,
- С 1950 года работал в Художественном фонде, где выполнял проекты интерьеров общественных и торговых зданий,
- в 1952—1955 годах преподавал архитектуру в Днепропетровском горном институте и Днепропетровском строительном техникуме, занимался научной работой, написал диссертацию «Архитектура климато-лечебных сооружений»,
- 1956 полностью реабилитирован
- В 1977 году умер в Днепропетровске.

## Известные проекты
- 1930—1932 — жилой дом Консервтреста в Симферополе,
- 1930 — биоклиматическая станция с 14-метровой башней в Евпатории,
- 1934 — жилой дом Крымского правительства в Симферополе[1],
- 1934 — Симферопольский театр юного зрителя (уничтожен в Великой Отечественной войне)
- 1935 — жилой «Дом в память 1905 года» в Симферополе (по другим данным — 1932),
- 1938 — 2-й спальный корпус санатория «Дюльбер» в Кореизе — памятник архитектуры в мавританском стиле; Белозерский был награждён автомобилем,
- 1938 — старый корпус Крымского медицинского университета в Симферополе,
- 1938—1944 — ткацкая фабрика под Нижним Новгородом, лыжная база «Динамо» в Подрезково под Москвой и др.
- 1946 — главный вход-пропилеи в парк имени Чкалова в Днепропетровске.

- "Дом памяти 1905 года", Симферополь, бул. Ленина, 1
- Жилой дом Крымского правительства, Симферополь, ул. Жуковского, 5
- Жилой дом, ул. Воровского, 6